# مون سو ری
مون سو ری (انگلیسی: Moon So-ri؛ زادهٔ ۲ ژوئیهٔ ۱۹۷۴) هنرپیشه، بازیگر تئاتر، بازیگر سینما، سیاستمدار، و فیلم‌نامه‌نویس اهل کره جنوبی است.
از فیلم‌ها یا برنامه‌های تلویزیونی که وی در آن نقش داشته‌است می‌توان به آب نبات نعناع، واحه، افسانه، روابط خانوادگی، کنیز، افسانه دریای آبی و حس و حال سئول اشاره کرد.